# 밀림의 대탈출
"밀림의 대탈출"(密林의 大脫出)은 한국에서 제작된 김정용 감독의 1985년 영화이다. 이재영 등이 주연으로 출연하였고 강대진 등이 제작에 참여하였다.

## 출연

### 주연
- 이재영
- 여건부
- 선현경
- 안태욱

## 기타
- 조명: 손한수